# Benzonia (Míchigan)
Benzonia es una villa ubicada en el condado de Benzie en el estado estadounidense de Míchigan. En el Censo de 2010 tenía una población de 497 habitantes y una densidad poblacional de 0,17 personas por km².

## Geografía
Benzonia se encuentra ubicada en las coordenadas 44°36′58″N 86°5′56″O / 44.61611, -86.09889. Según la Oficina del Censo de los Estados Unidos, Benzonia tiene una superficie total de 2918.92 km², de la cual 2918.9 km² corresponden a tierra firme y (0%) 0 km² es agua.

## Demografía
Según el censo de 2010, había 497 personas residiendo en Benzonia. La densidad de población era de 0,17 hab./km². De los 497 habitantes, Benzonia estaba compuesto por el 93.16% blancos, el 1.21% eran afroamericanos, el 0.4% eran amerindios, el 0% eran asiáticos, el 0% eran isleños del Pacífico, el 2.41% eran de otras razas y el 2.82% pertenecían a dos o más razas. Del total de la población el 6.24% eran hispanos o latinos de cualquier raza.